# NWA World Women's Tag Team Championship
L'NWA World Women's Tag Team Championship è un titolo della divisione tag team femminile promosso dalla National Wrestling Alliance. 
Venne creato nel 1952 e, dopo un periodo di inattività di quasi quarant'anni, è stato riesumato ed è tuttora attivo.

## Storia
Le prime notizie del titolo risalgono agli anni '50, rendendolo il titolo femminile di coppia più antico nel mondo del wrestling. Nei suoi primi anni, tuttavia, era promosso semplicemente con il nome di Women's World Tag Team Championship, adottando solo successivamente il prefisso NWA.
Nel 1983 la World Wrestling Federation acquistò i diritti per il titolo da The Fabulous Moolah, diventando di fatto proprietaria del titolo e continuando ad utilizzare la cintura, creando una sua versione del titolo.
Il 16 luglio 2021 Mickie James annunciò la reintroduzione del titolo, che avrebbe utilizzato l'albo d'oro del riconoscimento nato negli anni '50, con le campionesse che sarebbero state decise durante l'evento NWA EmPowerrr. A vincere furono Allysin Kay e Marti Belle, vincendo un torneo.

## Albo d'oro
| #                                 | Campione                                   | Regno | Data             | Giorni | Località                       | Evento           | Note | Fonti  |
| --------------------------------- | ------------------------------------------ | ----- | ---------------- | ------ | ------------------------------ | ---------------- | --- | ------ |
| 1                                 | Ella Waldek e Mae Young                    | 1     | --               | --     | --                             | --               | Non sono note le circostanze nelle quali le due vinsero il titolo. | [ 5 ]  |
| 2                                 | June Byers e Mille Stafford                | 1     | 4 settembre 1952 | 134    | Città del Messico, Messico     | House show       | Le fonti sono discordanti sulle modalità di vittoria del titolo: The Jersey Journal le riporta come vincitrici di un torneo durato sei mesi, mentre l'Omaha World-Herald afferma che le due sconfissero le campionesse in uno show a Città del Messico. |        |
| 3                                 | June Byers (2) e Mary Jane Mull            | 1     | dicembre 1952    | --     | Nebraska                       | House show       | Quando Stafford lasciò il wrestling per ragioni personali, Mary Jane Mull vinse un torneo per diventare la nuova partner di Byers. |        |
| 4                                 | Daisy Mae e Golden Venus                   | 1     | marzo 1953       | --     | --                             | House show       | Le due vennero promosse come campionesse nel territorio della Virginia Occidentale. |        |
| Storia del titolo non documentata |                                            |       |                  |        |                                |                  | |        |
| 5                                 | Carol Cook e Ruth Boatcallie               | 1     | settembre 1953   | --     | --                             | House show       | Le due vennero promosse come campionesse nei territori di Alabama e Tennessee |        |
| 6                                 | June Byers (3) e Mary Jane Mull (2)        | 2     | 14 dicembre 1953 | --     | Birmingham, Alabama            | House show       | |        |
| —                                 | Vacante                                    | —     | agosto 1954      | —      | —                              | —                | Il titolo fu reso vacante quando Byers vinse il NWA World Women's Championship. |        |
| 7                                 | June Byers (4) e Mille Stafford (2)        | 2     | 7 dicembre 1954  | --     | --                             | House show       | |        |
| 8                                 | Lorraine Johnson e Penny Banner            | 1     | 1955             | --     | Ohio                           | House show       | Johnson e Banner vinsero un torneo per conquistare i titoli, ma non è noto chi affrontarono. |        |
| Storia del titolo non documentata |                                            |       |                  |        |                                |                  | |        |
| 9                                 | Daisy Mae e Golden Venus                   | 2     | marzo 1956       |        | Virginia Occidentale           | House show       | Le due vennero promosse come campionesse nel territorio della Virginia Occidentale. |        |
| Storia del titolo non documentata |                                            |       |                  |        |                                |                  | |        |
| 10                                | Bonnie Watson e Penny Banner (2)           | 1     | 30 luglio 1956   | --     | --                             | House show       | |        |
| Storia del titolo non documentata |                                            |       |                  |        |                                |                  | |        |
| 11                                | June Byers (5) e Mars Bennett              | 1     | 15 agosto 1956   | --     | --                             | House show       | |        |
| Storia del titolo non documentata |                                            |       |                  |        |                                |                  | |        |
| 12                                | Betty Jo Hawkins e Penny Banner (3)        | 1     | febbraio 1957    | --     | --                             | House show       | |        |
| 13                                | Barbara Baker e June Byers (6)             | 1     | 13 febbraio 1957 | --     | Vancouver, Columbia Britannica | House show       | |        |
| Storia del titolo non documentata |                                            |       |                  |        |                                |                  | |        |
| 14                                | Betty Jo Hawkins (2) e Penny Banner (4)    | 2     | luglio 1957      | --     | --                             | House show       | |        |
| 15                                | Ethel Johnson e June Byers (7)             | 1     | 9 luglio 1957    | --     | --                             | House show       | |        |
| Storia del titolo non documentata |                                            |       |                  |        |                                |                  | |        |
| 16                                | Lorraine Johnson (2) e Millie Stafford (4) | 1     | 2 febbraio 1958  | --     | Joplin, Missouri               | House show       | |        |
| Storia del titolo non documentata |                                            |       |                  |        |                                |                  | |        |
| 17                                | Lorraine Johnson (3) e Penny Banner (5)    | 2     | 16 giugno 1958   | --     | --                             | House show       | Non è chiaro come le due siano diventate campionesse. È possibile che Banner sia stata la sostituta di Stafford. |        |
| Storia del titolo non documentata |                                            |       |                  |        |                                |                  | |        |
| 18                                | Kay Noble e Lolita Martinez                | 1     | 4 dicembre 1958  | --     | Amarillo, Texas                | House show       | |        |
| Storia del titolo non documentata |                                            |       |                  |        |                                |                  | |        |
| 19                                | Adrienne Ames e Pat Lyda                   | 1     | 23 novembre 1961 | --     | Harvey, Louisiana              | House show       | Ames e Lyda furono annunciate come detentrici dei titoli NWA quando sconfissero Clark e Regan, detentrici del Southern Women's Tag Taem Championship, unificando i due titoli.                                                                          | [ 6 ]  |
| Storia del titolo non documentata |                                            |       |                  |        |                                |                  | |        |
| 20                                | The Fabulous Moolah e Patty Nelson         | 1     | 2 novembre 1967  | --     | --                             | House show       | Le due vennero promosse come campionesse nel territorio del Massachusetts. |        |
| Storia del titolo non documentata |                                            |       |                  |        |                                |                  | |        |
| 21                                | The Fabulous Moolah (2) e Toni Rose        | 1     | maggio 1970      | --     | --                             | House show       | Non è chiaro come le due siano diventate campionesse. È possibile che abbiano sconfitto Adrienne Ames e Pat Lyda. |        |
| 22                                | Donna Christanello e Kathy O'Day           | 1     | 15 maggio 1970   | 21     | Los Angeles, California        | House show       | |        |
| 23                                | The Fabulous Moolah (3) e Toni Rose (2)    | 2     | 5 giugno 1970    | --     | Bakersfield, California        | House show       | |        |
| Storia del titolo non documentata |                                            |       |                  |        |                                |                  | |        |
| 24                                | Donna Christanello (2) e Toni Rose (3)     | 1     | 2 ottobre 1970   | 415    | --                             | House show       | Non è chiaro come le due siano diventate campionesse. È possibile che Christanello sia stata la sostituta di Moolah. |        |
| 25                                | Sandy Parker e Susan Green                 | 1     | 21 novembre 1971 | 3      | Honolulu, Hawaii               | House show       | |        |
| 26                                | Donna Christanello (3) e Toni Rose (4)     | 2     | 27 novembre 1971 | 688    | Honolulu, Hawaii               | House show       | Secondo altre fonti, le due vinsero il titolo a Hong Kong |        |
| 27                                | Joyce Grable e Vicki Williams              | 1     | 15 ottobre 1973  | 677    | New York, New York             | House show       | |        |
| 28                                | Donna Christanello (4) e Toni Rose (5)     | 3     | 23 agosto 1975   | 554    | Boston, Massachusetts          | House show       | |        |
| 29                                | Joyce Grable e Vicki Williams              | 2     | 27 febbraio 1977 | --     | Saint Petersburg, Florida      | House show       | |        |
| Storia del titolo non documentata |                                            |       |                  |        |                                |                  | |        |
| 30                                | Beverly Shade e Natasha the Hatchet Lady   | 1     | agosto 1978      | --     | Memphis, Tennessee             | House show       | Le due vennero promosse come campionesse nel territorio del Tennessee. |        |
| 31                                | Judy Martin e Leilani Kai                  | 1     | 23 agosto 1978   | --     | Key West, Florida              | House show       | |        |
| 32                                | Joyce Grable e Vicki Williams              | 3     | 25 agosto 1978   | --     | Saint Petersburg, Florida      | House show       | |        |
| Storia del titolo non documentata |                                            |       |                  |        |                                |                  | |        |
| 33                                | Judy Martin e Leilani Kai                  | 2     | 26 dicembre 1979 | 126    | --                             | House show       | Non è chiaro come le due siano diventate campionesse. |        |
| 34                                | Joyce Grable (4) e Wendi Richter           | 1     | 30 aprile 1980   | 729    | Springfield, Missouri          | House show       | |        |
| 35                                | Princess Victoria e Sabrina                | 1     | 29 aprile 1982   | 7      | Kansas City, Missouri          | House show       | |        |
| 36                                | Joyce Grable (5) e Wendi Richter (2)       | 2     | 6 maggio 1982    | 372    | Kansas City, Missouri          | House show       | | [ 7 ]  |
| 37                                | Penny Mitchell e Velvet McIntyre           | 1     | 13 maggio 1983   | 10     | Calgary, Alberta               | House show       | | [ 8 ]  |
| 38                                | Joyce Grable (6) e Wendi Richter (3)       | 3     | 23 maggio 1983   | 317    | Vancouver, Columbia Britannica | House show       | |        |
| —                                 | Disattivato                                | —     | 4 aprile 1984    | —      | —                              | —                | Il titolo fu venduto alla World Wrestling Federation, che utilizzando le stesse cinture e lo stesso albo d'oro diede vita al WWF Women's Tag Team Championship.                                                                                         |        |
| 39                                | Allysin Kay e Marti Belle                  | 1     | 28 agosto 2021   | 287    | Saint Louis, Missouri          | EmPowerrr        | In un torneo per riattivare i titoli, sconfiggendo in finale Red Velvet e KiLynn King. | [ 4 ]  |
| 40                                | Ella Envy e Kenzie Paige                   | 1     | 11 giugno 2022   | 245    | Knoxville, Tennessee           | Alwayz Ready     | | [ 9 ]  |
| 41                                | Charlette Renegade e Robyn Renegade        | 1     | 11 febbraio 2023 | 1      | Tampa, Florida                 | Nuff Said        | | [ 10 ] |
| 42                                | Ella Envy (2) e Roxy                       | 1     | 12 febbraio 2023 | <1     | Tampa, Florida                 | NWA Power        | | [ 11 ] |
| 43                                | Madi Wrenkowski e Missa Kate               | 1     | 12 febbraio 2023 | 196    | Tampa, Florida                 | NWA Power        | In un episodio andato in onda il 21 febbraio 2023. | [ 11 ] |
| 44                                | Ella Envy (3) e Kylie Paige                | 1     | 27 agosto 2023   | 139    | Saint Louis, Missouri          | 75º Anniversario | | [ 12 ] |
| 45                                | Charity King e Danni Bee                   | 1     | 13 gennaio 2024  | 231    | Fort Lauderdale, Florida       | Paranoia         | In un episodio andato in onda il 27 febbraio 2024. | [ 13 ] |
| 46                                | Ella Envy (4) e Miss Star                  | 1     | 31 agosto 2024   | 11+    | Filadelfia, Pennsylvania       | 76º Anniversario | |        |